# Mazamorra
El término mazamorra, o masamorra, hace referencia a preparaciones muy distintas, que suelen en común ser alimentos semilíquidos de consistencia espesa.
Se aplica a una serie de platos populares en varios países hispanoamericanos y España (especialmente en la provincia de Córdoba).

## Origen e historia
Se llamaba “mazamorra” al guiso con el que se alimentaba a los galeotes (remeros de galeras) y a los marineros, que consistía en las legumbres disponibles, generalmente lentejas y garbanzos, cocidos juntos, y aliñados con algunos vegetales disponibles, normalmente pimientos.
La mazamorra española es típica de Córdoba es una sopa fría similar al ajoblanco, pero más densa, o al salmorejo, pero sin la inclusión del tomate. Se cree que su origen es romano, debido a la inclusión en el tratado culinario de Apicio de un plato elaborado de majado de pan, aceite, vinagre, agua y ajo. Se elabora con pan, almendras crudas, ajo, aceite de oliva, sal, vinagre y suele llevar huevo duro y aceitunas negras en la guarnición.
Su antigua presencia en la cocina española hace probable que cediera su nombre a los majados de Hispanoamérica (como ocurriera en otros casos, como los alfajores y el menudo).
En el continente americano, una forma similar a lo que ahora se conoce como mazamorra se utilizaba entre mayas y aztecas, desde donde su uso se fue expandiendo a otras poblaciones indígenas de la época hasta llegar al sur del continente. Y cambiando la preparación de sus productos preparaban arepas (tortillas) entre otras preparaciones del maíz.[cita requerida]

## Mazamorra por países

### Argentina

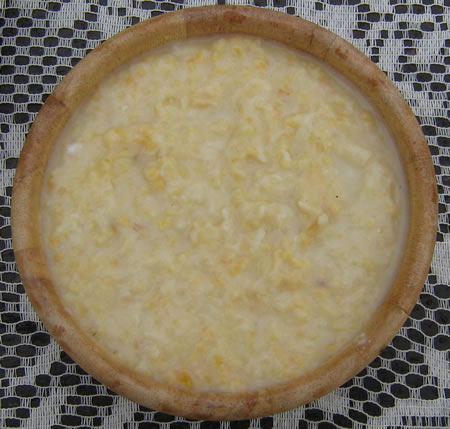
Típica mazamorra con leche argentina.

En Argentina, la mazamorra es un postre tradicional de raíces indígenas elaborado con maíz blanco, agua, azúcar y vainilla (en chaucha o rama, aunque a veces se sustituye por una cucharada de extracto artificial de vainilla). Una variante, la cual es la más consumida en el país, es la mazamorra con leche. En esta variación, se le añade a los ingredientes mencionados anteriormente, bastante leche. En ocasiones se le añaden un pizca de canela en polvo, pero ningún ingrediente más aparece en las recetas tradicionales.
Es típico consumir mazamorra en las fiestas nacionales (sobre todo el 25 de mayo). Debido a esto, y a que la mazamorra era vendida en la época virreinal (aunque se continuó haciendo hasta varias décadas después) por vendedoras ambulantes afroargentinas (descendientes total o parcialmente de esclavos africanos) en los actos realizados en las escuelas argentinas por el 25 de mayo, no falta el personaje prototípico afroargentino de "la negra mazamorrera" (a la cual se le añaden la "negra pastelera", el "negrito farolero"…).
La mazamorra fue muy consumida en todo el territorio argentino durante la época virreinal y hasta principios del siglo XX. Las grandes oleadas inmigratorias europeas de finales del siglo XIX trajeron consigo platos típicos de sus países originarios, desplazando gran parte de la gastronomía típica argentina. Esto haría que la mazamorra perdiera su condición de "plato conocido" (como le ocurrió a la carbonada). No obstante, la mazamorra continúa siendo un plato muy habitual en gran parte del interior argentino, sobre todo en la región de Cuyo y en el Noroeste. A su vez, muchos argentinos siguen comiendo este postre en fechas patrias (en especial para el 25 de mayo, el 20 de junio y el 9 de julio).

### Brasil
En Brasil se la conoce como mungunzá o canjica. Suele consumirse con leche, leche de coco o leche condensada.

### Chile

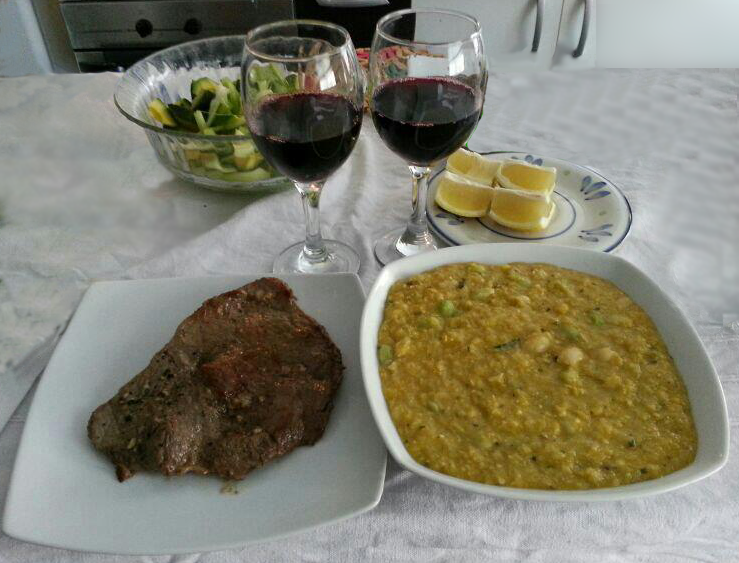
Porotos granados con mazamorra de choclo o maíz de Chile.

En Chile se consume la mazamorra de maíz tradicionalmente preparada con porotos granados (frijoles o porotos desgranados cocidos en un guiso con diferentes aliños) mezclado con la mazamorra de maíz y leche, resultando un plato caliente y contundente que se acompaña generalmente de ensalada chilena.
En el sur de Chile, se prepara la mazamorra de manzana, que consiste en manzanas cocidas hasta que se deshacen, a las que se agrega azúcar, canela y un espesante, como harina o chuño. Existe además una variante que se prepara con jugo de esta fruta o con sidra.

### Colombia

#### Región cundiboyacense
En el altiplano cundiboyacense, existen otros dos tipos de mazamorra; una dulce preparada con azúcar, ocasionalmente puede agregársele panela que usualmente es usada en la preparación de chicha, así como también de merienda; y una salada que es una sopa espesa que resulta de mezclar una masa hecha con harina de maíz, cebolla, cilantro y ajo, a la que se añade el resultado de cocer habas, fríjoles verdes, papas, y una planta llamada "tallos" (Brassica oleracea var. ramosa). La mazamorra que generalmente no lleva proteína, en el caso de la mazamorra de sal puede llevar chicharrones de pollo, de res, o de cerdo. Está última recibe también el nombre de mazamorra chiquita, para diferenciarla de su contraparte dulce. La mazamorra fuerte se prepara haciendo una colada de fécula y al final se le adiciona guarapo o chicha de maíz, la chicha puede cambiarse por zumo de cualquier cítrico, se acompaña de queso y de pan serrano, un pan integral semisalado y de corteza dura.

#### Región caribe
En la Región Caribe se prepara la mazamorra con plátano maduro, leche y rajas de canela. Como aderezo se le incorpora queso costeño para aportar el sabor salado. También se hace con maíz verde y con fécula de plátano verde.
El peto costeño es una bebida tradicional en el Caribe colombiano a base de maíz blanco, el cual se sirve caliente, con un toque dulce y canela.

#### Región paisa

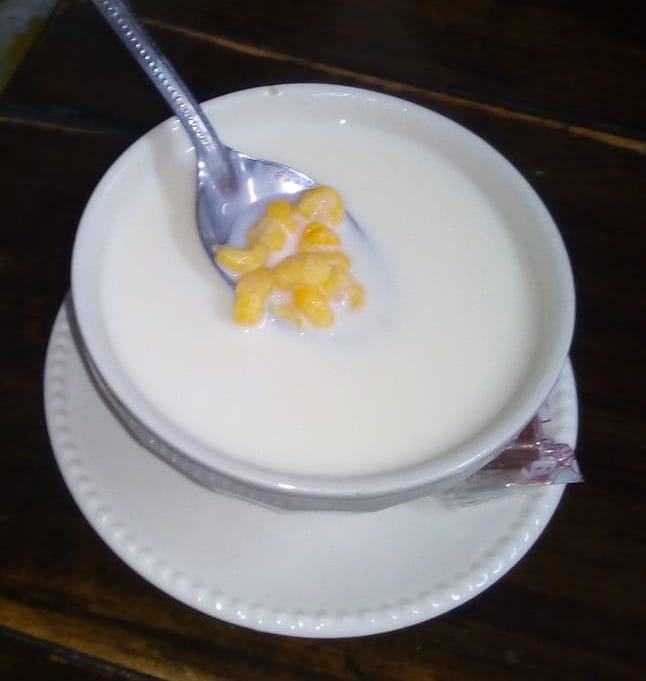
Mazamorra

Consiste en maíz hervido en agua sin sal, servido con leche, y acompañado de un pequeño dulce seco (panela, blanqueado, o bocadillo); siempre se agrega el resultado del hervido, el cual se conoce como claro, y suele tomarse también como refresco. Ambos, se sirven como postre o sobremesa (nombre con el que suelen denominarse los acompañamientos líquidos de las tres comidas del día, en la región).
Su preparación consiste principalmente, en pilar el maíz con el fin de quitarle el afrecho, hervirlo (ya pelado) en agua durante varias horas (con una pizca de bicarbonato de sodio); este debe quedar completamente blando para su presentación final. Para que el grano de maíz ablande lo suficiente, es mejor colocarlo en remojo durante toda la noche previa a la cocción. Su presentación siempre es en tazas o platos hondos.

### Costa Rica

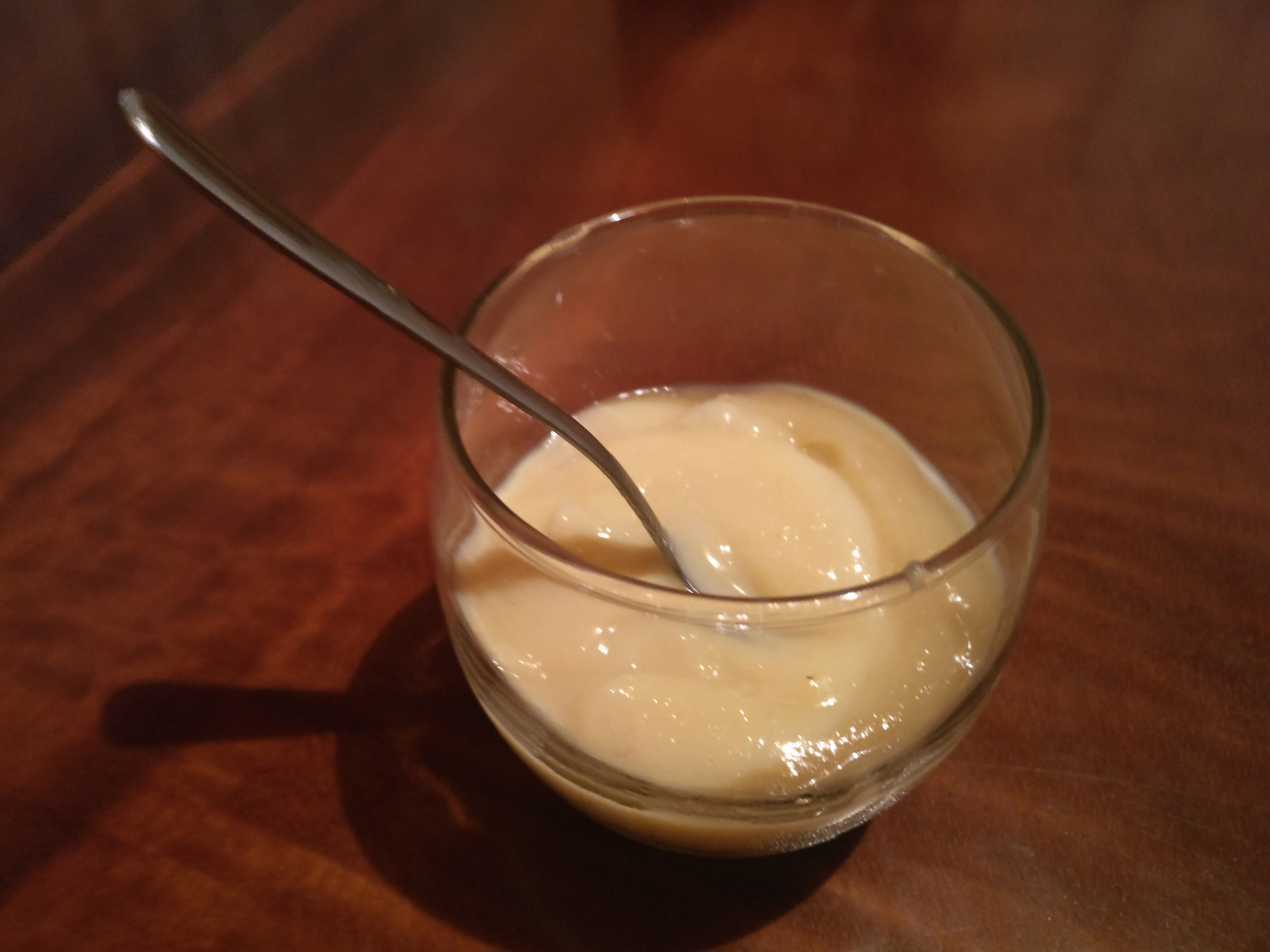
Mazamorra de Costa Rica.

En Costa Rica, se le llama mazamorra a un atol de maíz tierno, que se puede preparar con leche (a la que se llama mazamorra dulce) y o sin ella (mazamorra agria). Se utiliza generalmente como postre. En la Costa Rica hispánica, se le llamaba mazamorra a una fiesta campestre donde las personas acudían con el pretexto de consumir esta golosina.

### España
La mazamorra española no se asemeja en nada a las del continente americano. La típica de Córdoba es una sopa fría similar al ajoblanco, pero más densa, o al salmorejo, pero sin la inclusión del tomate. Se cree que su origen es romano, debido a la inclusión en el tratado culinario de Apicio de un plato elaborado de majado de pan, aceite, vinagre, agua y ajo. Se elabora con pan, almendras crudas, ajo, aceite de oliva, sal, vinagre y suele llevar huevo duro y aceitunas negras en la guarnición. Su antigua presencia en la cocina española hace probable que cediera su nombre a los majados de Hispanoamérica (como ocurriera en otros casos, como los alfajores y el menudo).

### Panamá
En Panamá la mazamorra o "pesada" es el producto obtenido por la cocción en agua de la fécula de maíz. Durante la cocción se endulza y se saboriza con trozos de fruta y especias como la canela y clavo de olor. La mazamorra más popular es la elaborada con una fruta llamada Nance la cual es propia del clima tropical y la tierra arcillosa, por lo cual es muy popular en ciertas temporadas del año cuando el árbol florece.
Para preparar la mazamorra se cosecha el fruto que cae del árbol y en ocasiones el piso queda color amarillo por las bolitas de nance. A estas frutas se les quita la pepita o semilla, con una coladera y sólo extrayéndole el jugo. Este zumo se pone a hervir y se le agrega maicena natural para espesarla, intentando que no se pegue al fondo de la olla. Finalmente se le agrega azúcar o miel de caña al gusto. En algunas regiones se le agrega leche o queso blanco para variar su sabor.
También es típico de algunas regiones de Panamá un platillo conocido como "serén de maíz nuevo", el cual es un tipo de mazamorra salada con guiso (cilantro, ají, cebolla).

### Paraguay
En este país la mazamorra es referido como un postre refrescante, de claro origen indígena, elaborado con un tipo de maíz conocido como "locro", agua y la llamada tradicionalmente "lejía", una solución alcalina a base en cenizas, cuyo fin es el separar la cascarilla del grano en un proceso similar a la nixtamalización. Como todo alimento a base de maíz y, más particularmente, en base al "locro", la mazamorra forma parte de la denominada antropología culinaria del Paraguay. Puede servirse indistintamente con miel negra de caña, leche o azúcar.
Este postre también recibe la denominación guaraní de kaguyjy. Algunos estudiosos dicen que la palabra deriva de dos vocablos, ka'aguy (monte) y jy (fuerte, fibroso), aludiendo al maíz o al locro como un elemento fuerte de la tierra. Otra acepción indica que kaguy es la chicha espesa hecha de cualquier tipo de maíz, mientras que jy significa cocinar. Kaguyjy por lo tanto se traduciría como chicha cocinada.

### Perú
Las mazamorras en el Perú se consumen desde épocas prehispánicas; en quechua se conocía ya como api a los postres cocidos por hervor de maíz morado, calabaza u otro fruto espesado con harina de chuño. En general, cualquier elaboración dulce y espesa, que se consume a modo de postre, es denominada mazamorra.
La mazamorra más conocida y consumida en el Perú es la limeña mazamorra morada, elaborada sobre la base del maíz morado hervido y espesada con harina de camote, acompañado de especias locales. Este plato tiene influencia afroperuana. Es un plato tradicional que es mencionado en muchas canciones criollas tradicionales. Es uno de los postres más populares, junto al arroz con leche, los picarones y el suspiro a la limeña.
Por otro lado, la mazamorra de calabaza del Perú es un postre elaborado con calabaza, chancaca, clavo y canela de amplio consumo en las regiones andinas del país, destacando las versiones preparadas en la región de Huánuco y Áncash. En Piura se le denomina mazamorra de zambumba o sambumba. En la selva peruana existe un tipo de mazamorra llamada moshora cuya peculiaridad es que el maíz es soasado dentro de su panca y luego desgranado y mezclado con anís, chancaca y agua.

Existen otras versiones de mazamorra en el Perú, específicamente de Lima que datan de tiempos virreinales, tales como la mazamorra de chancho, que no es elaborada con cerdo (chancho), sino que se prepara con harina de trigo, agua, azúcar, anís, clavo de olor, peras y membrillos, se acompaña con leche endulzada o miel de frutas. Otra versión es la mazamorra de uvas, se elabora con jugo de uvas, harina de camote y miel. También existe la mazamorra de cochino, que se prepara con harina de trigo, chancaca, clavo de olor, manteca, anís y agua, y la mazamorra de polenta, también llamada sanguito, zango o sanco, hecha a base de harina de maíz (polenta) o choclo rayado, chancaca, manteca y pasas. Es tal la variedad de mazamorras preparadas en la capital peruana, que a los propios limeños se les califica y se autodefinen como mazamorreros.

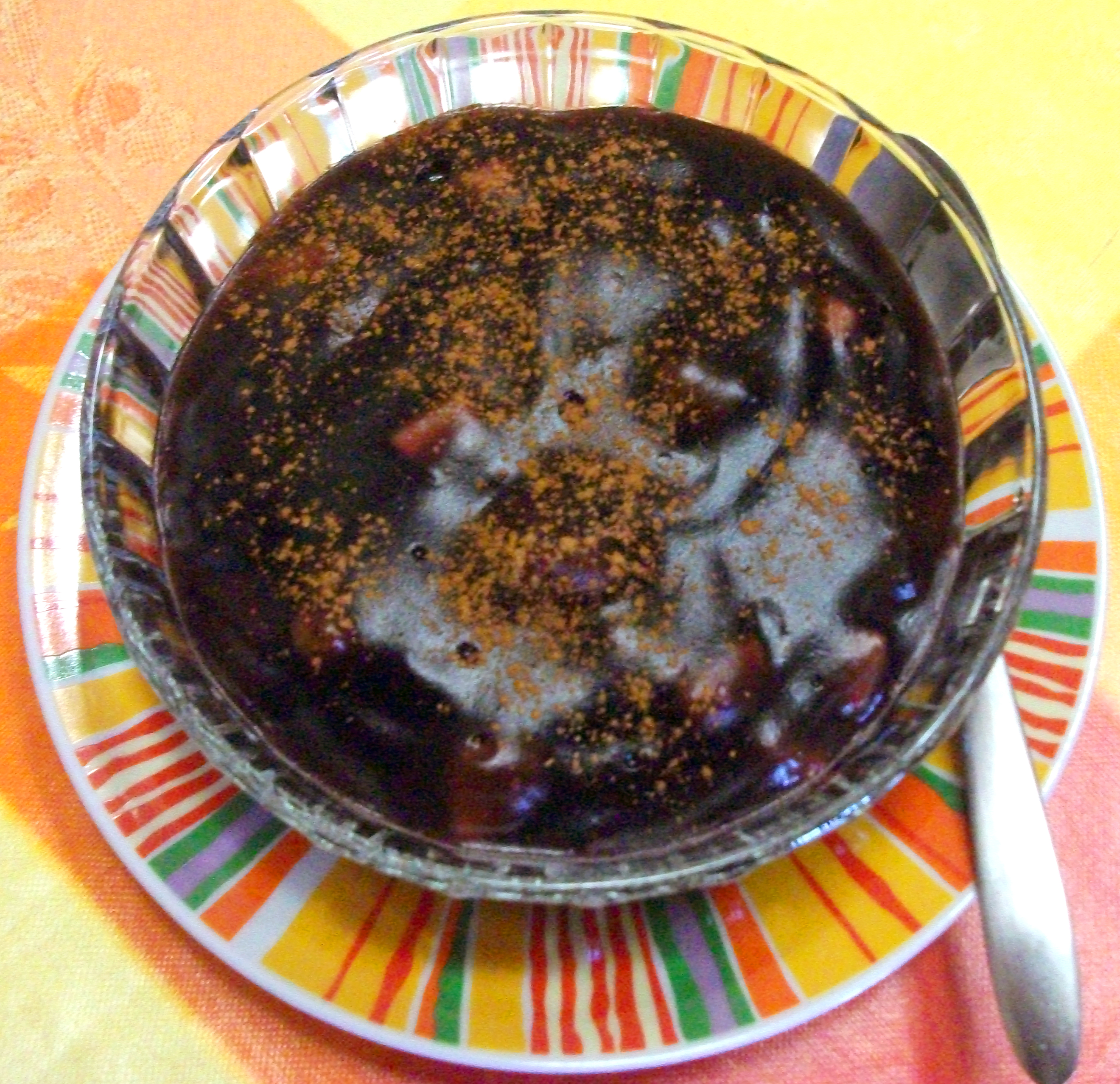
Mazamorra morada
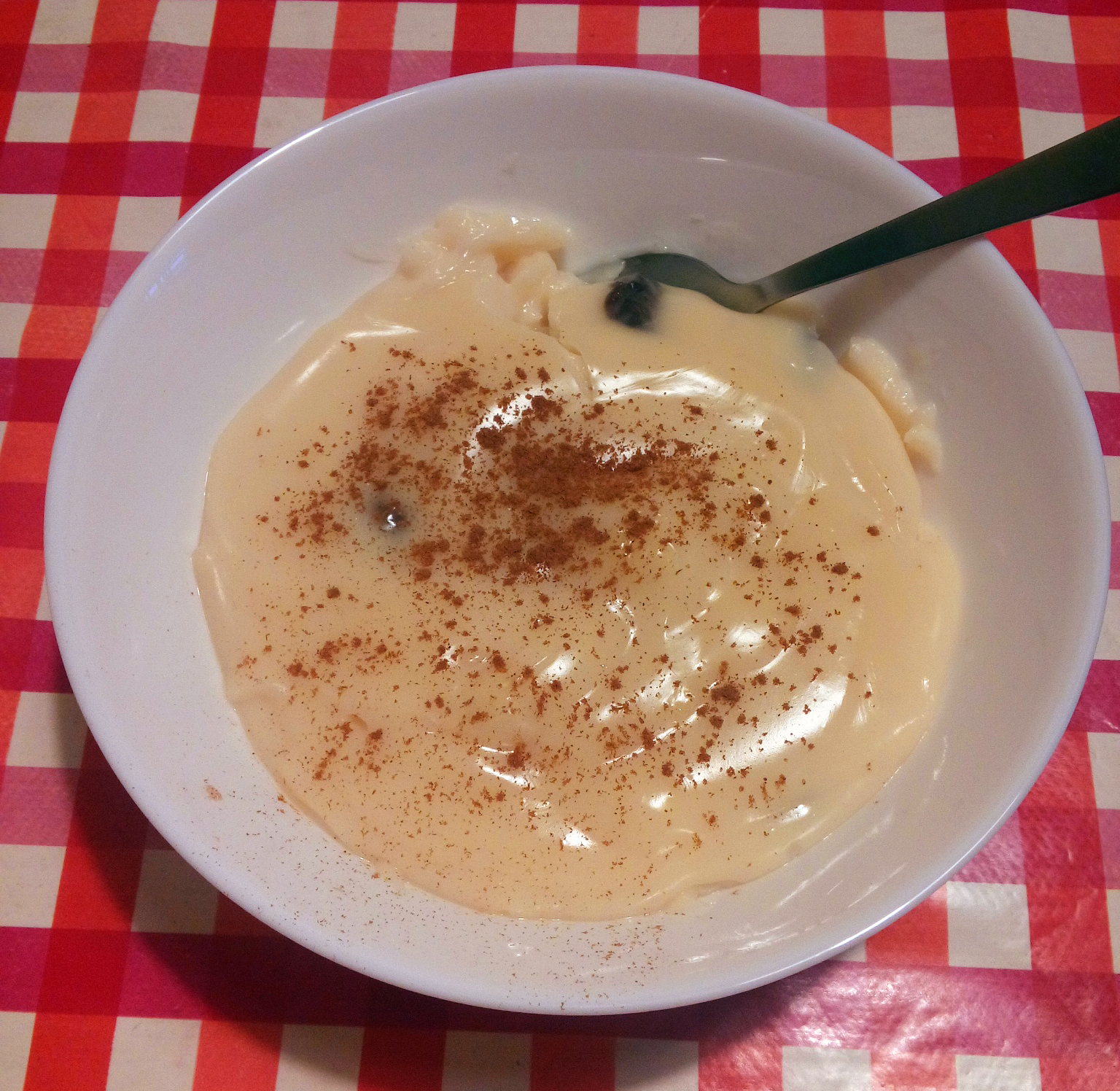
Mazamorra de maicena
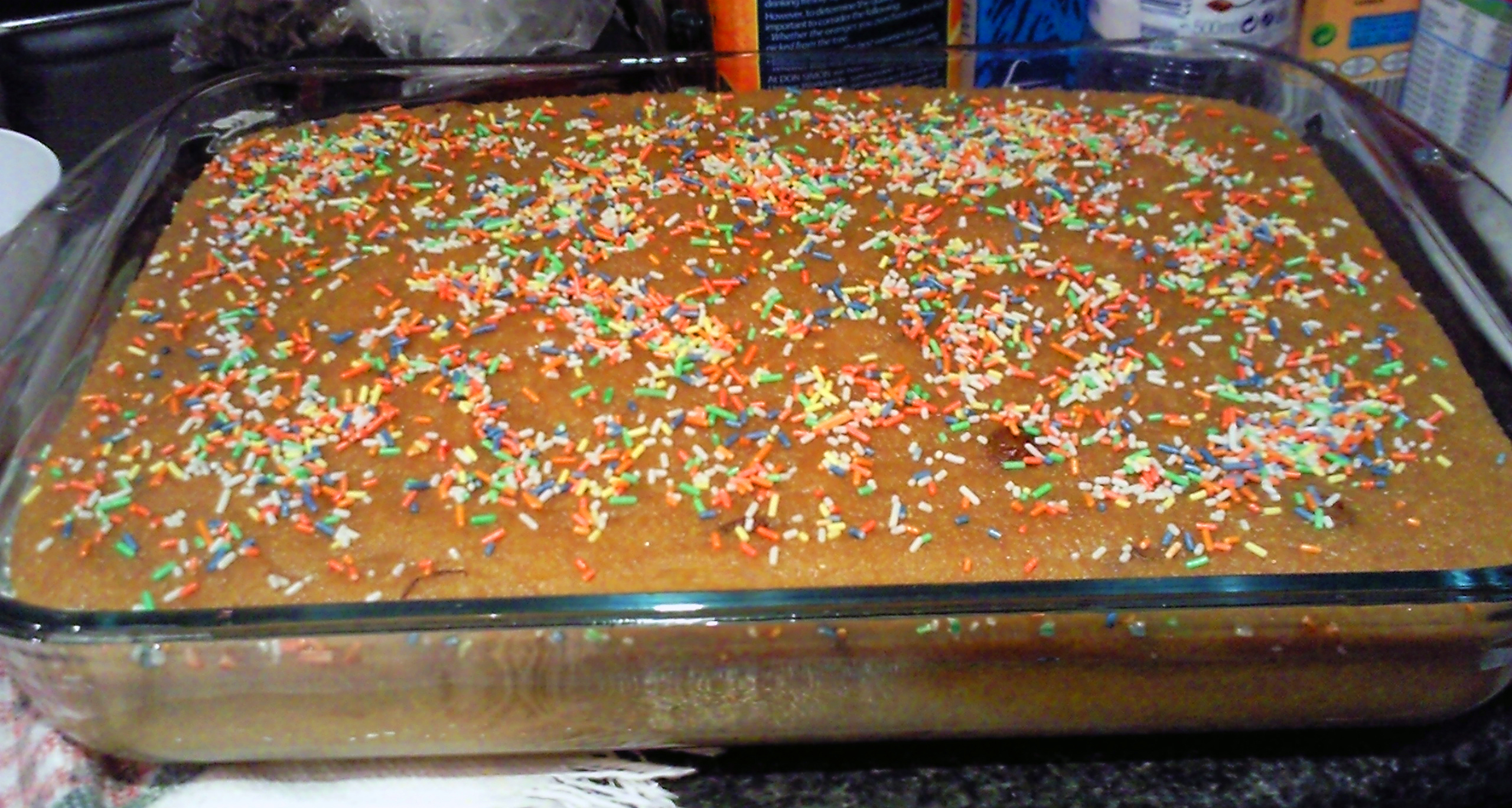
Sanguito
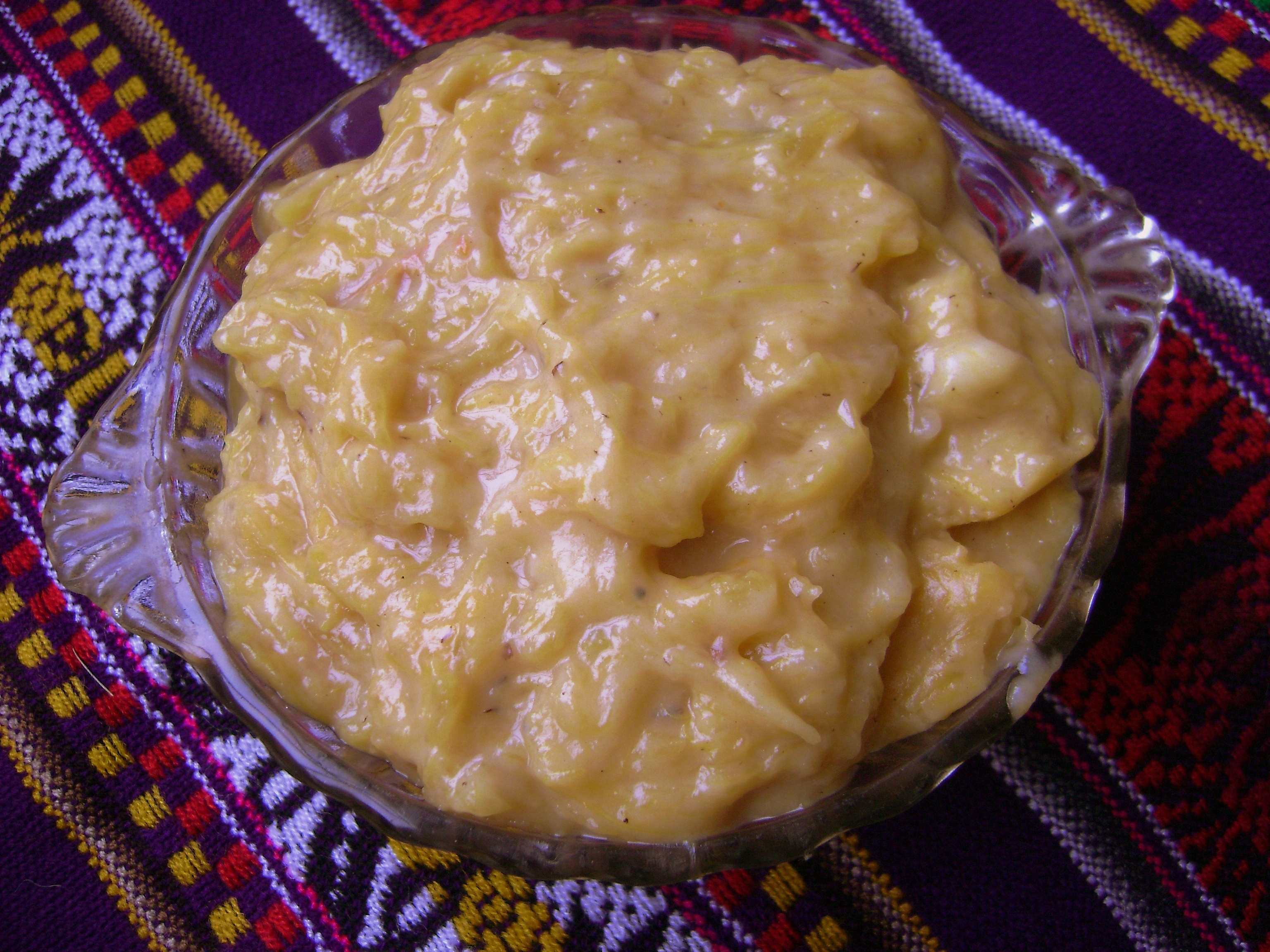
Mazamorra de calabaza
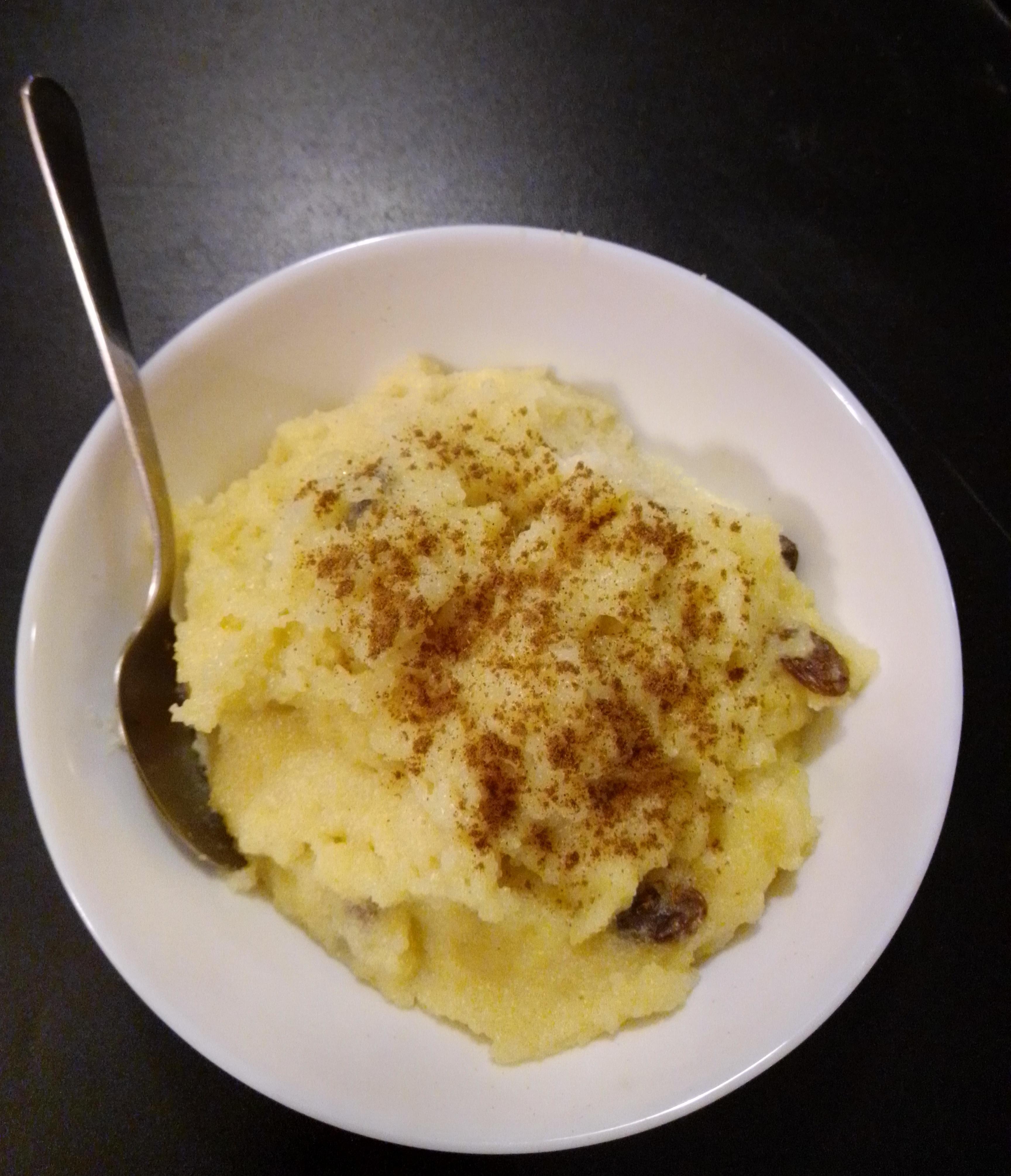
Mazamorra de sémola

### Puerto Rico
En esta isla antillana la mazamorra o funche ha sido adoptada como un plato tradicional aunque la forma en que ha llegado a ser parte de la cultura aparentemente es desconocida. La receta usada para la misma es simple; consiste en moler maíz con agua y colarlo para luego hervirlo mientras se le añade azúcar, sal y leche a gusto. Para mantener una consistencia tipo pudin se le añade maizena durante el proceso de preparación proporcional a la dureza deseada del producto. Es típico encontrar que tan pronto el plato es terminado se le añade unas piscas de canela en el tope.
En Puerto Rico también se prepara durita y salada para acompañarla con leche fría. Esta versión viene de la vertiente española que es una sopa salada.

### Venezuela
En Venezuela se conoce como mazamorra un postre muy similar al conocido majarete mas, a diferencia de aquel, esta se elabora con el maíz tierno. Es muy popular en el Oriente del país (principalmente en los estados de Sucre y Monagas).

### Uruguay
La mazamorra se consume en Uruguay desde los tiempos de la colonia, Isidoro de María la menciona en su libro sobre Montevideo Antiguo, donde cita que se usaba el maíz pisado para preparar locro y mazamorra. La mazamorra con leche se vendía ya pronta y era preparada por el lechero que la promocionaba con su pregón:

a la buena leche gorda; mazamorra con leche.

El modo de preparación tradicional de la mazamorra con leche consiste en hervir el maíz en agua y cuando esté tierno, agregar leche y azúcar, a la vez se puede saborizar con vainilla o canela. Al igual que el gofio con azúcar, la mazamorra con leche es la clase de postre tradicional que es típico de las abuelas y que recuerda a la infancia.